# Паур, Каспар
Каспар Паур (эст. Kaspar Paur; 16 февраля 1995, Тарту) — эстонский футболист, полузащитник.

## Биография
Воспитанник футбольной школы «Олюмпия» (Тарту), на юношеском уровне также играл за «Таммеку». Летом 2011 года перешёл в таллинскую «Левадию», там поначалу играл только за резервную команду в первой лиге Эстонии. В основной команде дебютировал в 2012 году в матче Кубка Эстонии, а в высшей лиге сыграл первый матч 9 марта 2013 года против таллинского «Калева», заменив на 79-й минуте Игоря Субботина. Всего в сезоне 2013 года сыграл 4 матча за «Левадию», во всех выходил на замены, и забил один гол, а его клуб стал чемпионом Эстонии.
В 2014 году перешёл в «Пайде» и провёл в клубе два сезона, стал финалистом Кубка Эстонии 2014/15. Весеннюю часть сезона 2016 года провёл в резервной команде таллинской «Флоры» в первой лиге, а за основную команду «Флоры» провёл только один кубковый матч. Летом 2016 года перешёл в «Таммеку» (Тарту), за этот клуб выступал в течение двух лет и в сезоне 2016/17 стал финалистом Кубка страны.
Летом 2018 года перешёл в «Нымме Калью» (Таллин), за следующие годы сыграл более 100 матчей за клуб. Чемпион Эстонии 2018 года, обладатель Суперкубка страны 2019 года. Принимал участие в матчах еврокубков.
Выступал за сборные Эстонии младших возрастов, провёл в общей сложности 30 матчей и забил один гол. Участник Кубка Содружества 2015 года (5 матчей).
В 2022 году окончил магистратуру Таллинского технического университета.

## Достижения
- Чемпион Эстонии: 2013, 2018
- Бронзовый призёр чемпионата Эстонии: 2019
- Финалист Кубка Эстонии: 2014/15, 2016/17, 2018/19, 2021/22
- Обладатель Суперкубка Эстонии: 2013 (не играл), 2019